# الزيتون في سوريا
زراعة الزيتون في سوريا الزيتون من أقدم المنتجات الزراعية في سوريا، والتي تعد الموطن الأصلي لشجرة الزيتون. مجموع مزارع الزيتون في سوريا وصلت إلى ما يقرب من 650,000 هكتار، وعدد أشجار الزيتون وصلت إلى أكثر من 90 مليون، منها 80 ٪ في المرحلة الإنتاجية، أما البقية فهي لم تدخل هذه المرحلة بعد.

## لمحة عامة[2]
في الجمهورية العربية السورية يعتبر الزيتون إحدى أهم الزراعات البعلية وموطن شجرة الزيتون الأصلي ومهد انتشارها حيث زرعت قبل آلاف السنين وارتبطت بحياة وعادات المجتمع وأصبحت تشكل حيزاً هاماً في تراثه وثقافته، وللزيتون في سوريا أهمية اقتصادية متميزة حيث أنه مصدر الرزق والمعيشة لشريحة عريضة من جماهير الفلاحين وأنه يزرع في الأراضي الأقل خصوبة والتي لاتصلح للزراعات الأخرى في كثير من الأحيان، ويمكن أن يلعب دوراً هاماً في تأمين القطع الأجنبي عن طريق التصدير إلى الخارج.
مزارع الزيتون تقع أساسا في المناطق الشمالية والغربية (حلب، ادلب، اللاذقية وطرطوس وحمص) ، كما أنها تنتشر على نطاق واسع في المنطقة الجنوبية (درعا، السويداء، القنيطرة).
وللزيتون أهمية يمكن وصفها بالاستراتيجية إذ يعتبر الزيت وبحكم عادات الاستهلاك القائمة أحد محاصيل الأمن الغذائي كونه غذاءً شعبياً واسع الانتشار ومصدراً هاماً للدهون الصحية في التغذية.
وتحتل سوريا مكاناً مرموقاً في مجال زراعة الزيتون على الصعيد العربي والدولي حيث تشغل الموقع الثاني عربياً والسادس على مستوى دول المتوسط. تبلغ المساحات المزروعة بالزيتون على صعيد القطر حوالي /650,000 / هكتار تضم أكثر من 90 مليون شجرة منها في حدود 72 مليون شجرة مثمرة والباقي مازالت شجيرات فتية لم تدخل طور الإثمار بعد، ويقدر متوسط الإنتاج السنوي بـ 1.2 مليون طن من ثمار الزيتون ينتج عنها حوالي 150 ألف طن من الزيت و 300 ألف طن من زيتون المائدة.
وكانت زراعة الزيتون في الماضي مقتصرة على شمال وغرب سوريا (حلب، إدلب، اللاذقية، طرطوس) ولكنها انتشرت في العقدين الأخيرين لتعم كافة أنحاء القطر تقريباً، حيث تزرع بعلاً في غالب الأحيان وفي الأراضي الأقل خصوبة وتزرع بشكل واسع في مشاريع الاستصلاح والتشجير الحراجي وتقتصر المساحات المروية على غوطة دمشق وواحة تدمر والمساحات الحديثة في شرق القطر (دير الزور، الرقة، الحسكة) إضافة إلى بعض البساتين التي تروى.
يبلغ عدد منشآت عصر الزيتون واستخلاص الزيت حوالي 720 معصرة موزعة على مناطق زراعة الزيتون المختلفة منها حوالي 100 معصرة تعمل على مبدأ القوة النابذة والباقي تعمل على مبدأ المكابس ولكن بعضها قديم ويجب تحديثها وهناك أيضاًَ 21 وحدة لاستخلاص الزيت من بيرين الزيتون (الكسبة) المتخلفة عن المعاصر تستخدم فيها المذيبات العضوية وينتج عنها حوالي 7 آلاف طن من زيت البيرين تستخدم لأغراض الصناعة وخاصة الصابو.
وتعتبر محافظة حلب الأولى بين المحافظات من حيث مساحة وعدد الأشجار تليها محافظة إدلب، طرطوس، اللاذقية، درعا وبقية المحافظات.

## أصناف الزيتون السوري
ينتشر في سوريا عدد كبير من الأصناف التي تم اصطفاؤها وتجنيسها عبر آلاف السنين وتشكل ثروة وراثية للزيتون بعض هذه الأصناف يستخدم لاستخلاص الزيت وبعضها الآخر للتخليل وتحضير زيتون المائدة وأصناف تعتبر ثنائية الغرض لاستخلاص الزيت والتخليل ومن أهم الأصناف المنتشرة في المناطق الرئيسية لزراعة الزيتون مايلي:

### الصوراني
الانتشار: ينتشر هذا الصنف بشكل رئيسي في محافظة إدلب ويلقي إقبالاً في مناطق التوسع في المناطق المختلفة.
الثمرة: متوسطة الحجم بيضوية الشكل منحنية قليلاً للداخل ولها ثلاث أضلاع متوسط وزن 100 ثمرة 200-400 غ.
الاستخدام: يستخدم هذا الصنف لاستخلاص الزيت والتخليل الأخضر والأسود.
نسبة الزيت: 25-30%.
المعاومة: الصنف قليل الميل للمعاومة.

### الزيتي
الانتشار: ينتشر هذا الصنف في محافظة حلب (عفرين، اعزاز) بشكل رئيسي وفي محافظة إدلب بشكل ثانوي.
الثمرة: صغيرة إلى متوسطة الحجم كروية الشكل تقريباً متوسط وزن 100 ثمرة 120-200 غرام.
الاستخدام: يستخدم هذا الصنف لاستخلاص الزيت بشكل أساسي والتخليل الأخضر .
نسبة الزيت: 28-33%.
المعاومة: صنف معاوم.

### الخضيري
الانتشار: ينتشر هذا الصنف في الساحل السوري ( اللاذقية، طرطوس، غرب حمص) يشكل الصنف الرئيسي في اللاذقية وبنسبة أقل في طرطوس.
الثمرة: متوسطة الحجم بيضوية الشكل منحنية قليلاً للداخل متوسط وزن 100 ثمرة 170-270 غ.
الاستخدام: يستخدم هذا الصنف لاستخلاص الزيت والتخليل الأخضر .
نسبة الزيت: 25-30%.
المعاومة: قليل الميل للمعاومة.

### الدعيبلي
الغربية لمحافظة حمص (تلكلخ).
الثمرة: كبيرة الحجم نسبياً كروية متطاولة متوسطة وزن 100 ثمرة 26-400 غ.
الاستخدام: يستخدم هذا الصنف لاستخلاص الزيت والتخليل والأسود.
نسبة الزيت: 20-24%.
المعاومة: معاوم.

### الدان
الانتشار: ينتشر في المنطقة الجنوبية في القطر (دمشق، درعا، السويداء).
الثمرة: متوسطة الحجم بيضوية الشكل منتفخة من الوسط متوسط وزن 100 ثمرة 180-350 غ.
الاستخدام: يستخدم هذا الصنف لاستخلاص الزيت والتخليل الأخضر والأسود.
نسبة الزيت: 18-24%.
المعاومة: متوسط الميل للمعاومة.

### القيسي
الانتشار: ينتشر هذا الصنف بشكل رئيسي في محافظة حلب (جبل سمعان، النيرب، الباب) ويلقي إقبالاً في بقية المحافظات.
الثمرة: كبيرة الحجم نسبياً وشكلها مستدير تقريباً متوسط وزن 100 ثمرة 400-550 غ.
الاستخدام: يستخدم للتخليل الأخضر.
نسبة الزيت: 16-24%.
المعاومة: متوسط الميل للمعاومة.

### الجلط
الانتشار: ينتشر في درعا، دمشق، تدمر.
الثمرة: كبيرة الحجم متطاولة الشكل متوسط وزن 100 ثمرة 500-800 غ.
الاستخدام: يستخدم هذا الصنف لاستخلاص الزيت والتخليل الأخضر والأسود.
نسبة الزيت: 12-14%.
المعاومة: متوسط الميل للمعاومة.

### محزم أبو سطل
الانتشار: ينتشر في منطقة تدمر بشكل رئيسي حيث يزرع مروياً.
الثمرة: كبيرة الحجم بيضوية متطاولة يظهر عليها حزام في الوسط عند بداية النضج متوسط وزن 100 ثمرة 600-800 غ.
الاستخدام: يستخدم للتخليل الأخضر والأسود.
نسبة الزيت: 9-12%.
المعاومة: قليل الميل للمعاومة.

### المصعبي
الانتشار: ينتشر في دمشق ودرعا.
الثمرة: كبيرة الحجم بيضوية الشكل مخروطية بثلاث أضلاع متوسط وزن 100 ثمرة 600-900 غ.
الاستخدام: يستخدم للتخليل الأخضر .
نسبة الزيت: 8-11%.
المعاومة: متوسط الميل للمعاومة.

### أصناف أخرى
وهناك بعض الأصناف الثانوية الأخرى نذكر منها:
1- في محافظة إدلب : الحمصي، أبو شوكة، الكبربري، القرماني، النصاصي، الشامي.
2- في دمشق : التفاحي.
3- في طرطوس: الخوخي
4- في حمص : العيروني (تلكلخ)
5- في حماه : الصفراوي (مصياف)
6- في درعا: الماوي النباتلي.
7- في تدمر : الجلط التدمري، الأدغم، المهاطي، عبادي أبو غبرة، وتتميز الأصناف التدمرية المذكورة بثمارها الكبيرة الحجم وتدني نسبة الزيت فيها وتستخدم للتخليل الأسود والأخضر.
8- كما أن هناك بعض الأصناف الأجنبية مثل الفرونتويو (الرومي) التريليا.

## وصلان خارجية
- زيت الزيتون السوري البكر الممتاز